# 右派自由意志主義
右派自由意志主義（英語：Right-libertarianism），又称自由意志資本主義（英語：Libertarian capitalism）或新古典自由主义（英語：Neo-classical liberalism），是指崇尚資本主義市場經濟和個人權利，反對現代福利國家的自由意志主义政治思想。右派自由意志主義強烈支持私有制和財產權，強烈反對強行分配自然資源和私人財產，這和一些左派自由意志主義形成鮮明對比。右派自由意志主義也包括無政府資本主義、小政府主義、自由意志保守主义、自由意志民粹主义。

## 变体

### 自由意志民粹主义
自由意志主义民粹主义结合了自由意志主义和民粹主义政治。为自由意志主义杂志《理性》撰文的杰西·沃克称，自由意志主义民粹主义者既反对“大政府”，也反对“其他大型集权机构”，主张一种“砍掉企业补贴、优惠和紧急援助的树丛”的经济模式，“为我们的经济扫清道路，让我们走向一条那些不能以服务客户赚钱的企业无法选择从纳税人处榨取利润的道路”。
戴维·迪肯（英語：David Deacon）和多米尼克·林（英語：Dominic Wring）描述自称为自由意志主义政党的英國獨立黨阐述了“一种强力类型的自由意志民粹主义”。然而，《旁观者》、《独立报》和《新政治家》上的评论员都质疑称英國獨立黨为自由意志主义政党的描述，并指其社会保守主义和经济保护主义政策与自由意志主义精神相悖。